# 2010-es bolgár rali

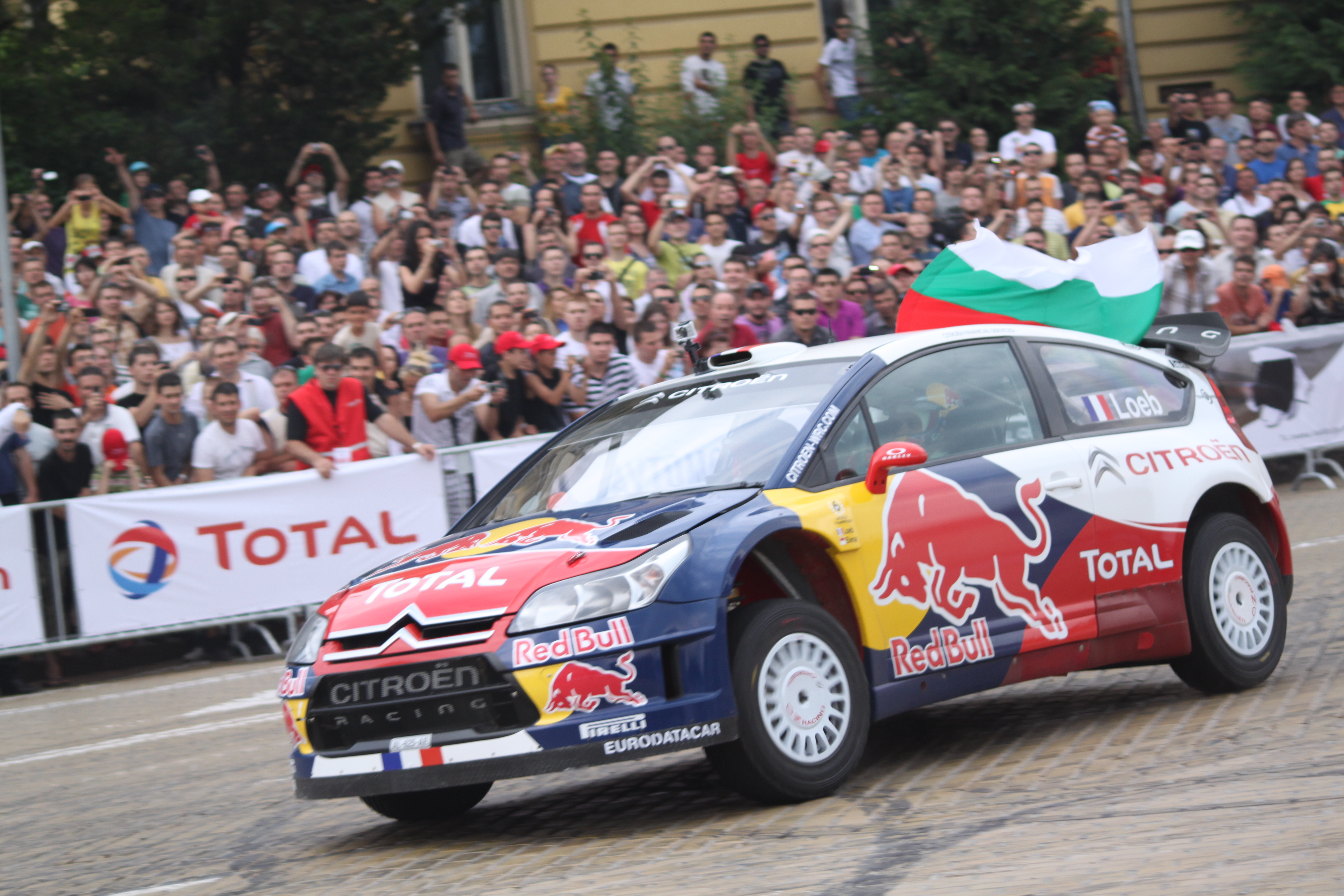
A verseny győztes párosa, Sébastien Loeb és Daniel Elena

A 2010-es bolgár rali (hivatalosan: 41st Rally Bulgaria) volt 2010-es rali-világbajnokság hetedik futama. Július 9 és július 11 között került megrendezésre, 14 gyorsasági szakaszból állt, melyek össztávja 354 kilométert tett ki. A versenyen 42 páros indult, melyből 27 ért célba.
A versenyt a francia Sébastien Loeb nyerte, másodikként Dani Sordo végzett, harmadik pedig Petter Solberg lett.
A futam a junior rali-világbajnokság szezonbeli harmadik futama is volt egyben. Ezt az értékelést a belga Thierry Neuville nyerte, Hans Weijs és Todor Slavov előtt.
Két magyar páros nevezett a versenyre. Bessenyey Zoltán és Papp György egy Opel Astra GTC TDi-vel, Turán Frigyes és Zsíros Gábor pedig egy Peugeot 307 WRC-vel indult a viadalon. Turánék kettőse az abszolút nyolcadik helyen ért célba, amely eredmény a rali-világbajnokság történelmében az első magyar pontszerzés volt, mely az abszolút értékelésben született.

## Beszámoló
Első nap

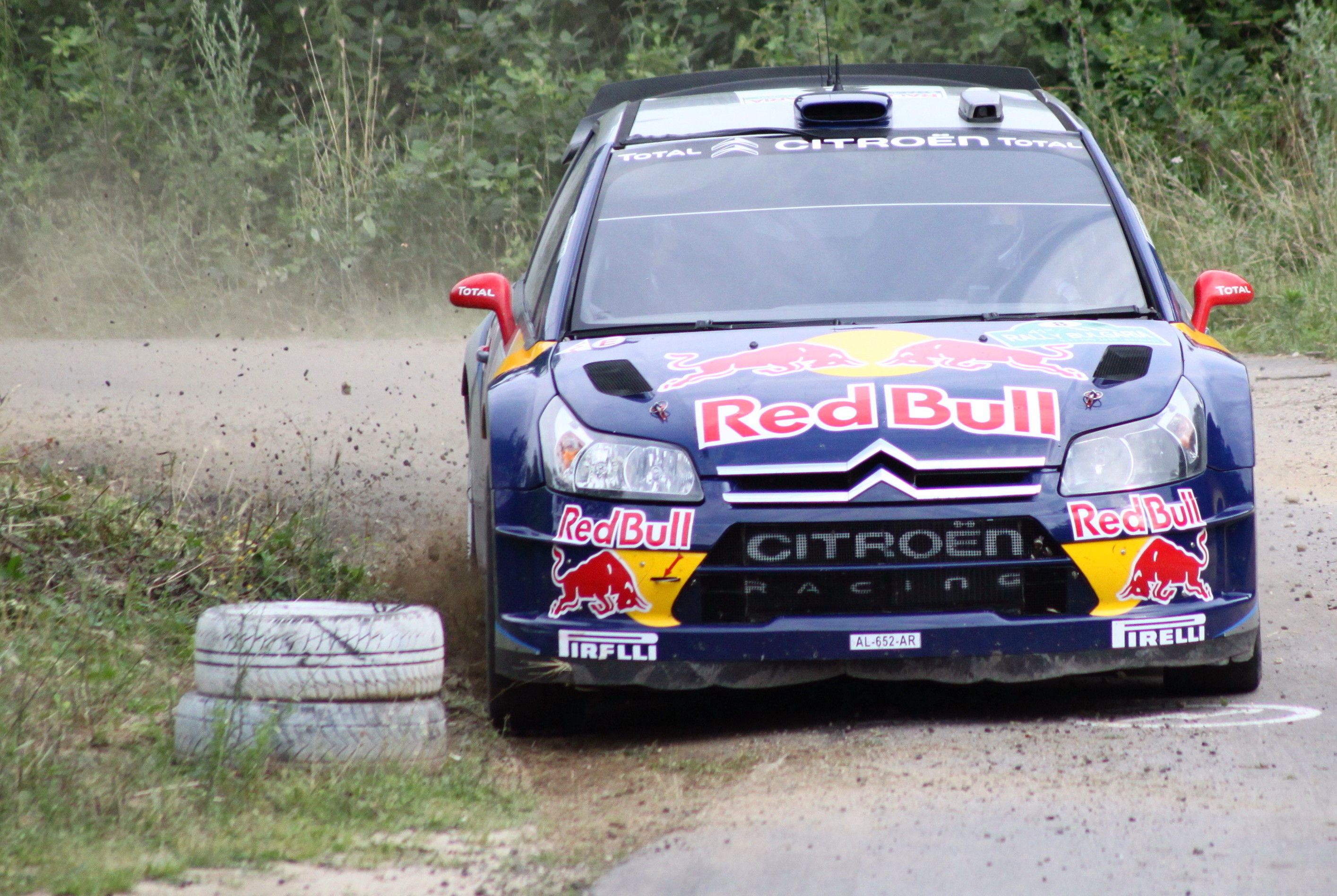
Hibája előtt Kimi Räikkönen a negyedik helyen állt

Az első napon négy szakaszt rendeztek. Ezek mindegyikét Sébasten Loeb nyerte, aki a nap végére huszonnyolc másodperces előnyt szerzett a második Sordo mögött. Két gyorsaságit követően még Ogier állt a második helyen, ám a francia a harmadik gyorson egy percet vesztett, miután félrehallotta az itinert és lecsúszott az útról. Petter Solberg a harmadik, Hirvonen a negyedik, Latvala pedig az ötödik helyen állt a nap végén. Hibája után Ogier a hatodik helyen zárta a napot, őt Per-Gunnar Andersson és Turán Frigyes követte.
Kimi Räikkönen a negyedik szakaszon összetörte autóját, és tíz percet vesztett. A huszonhatodik helyre esett vissza az összetettben.
Második nap

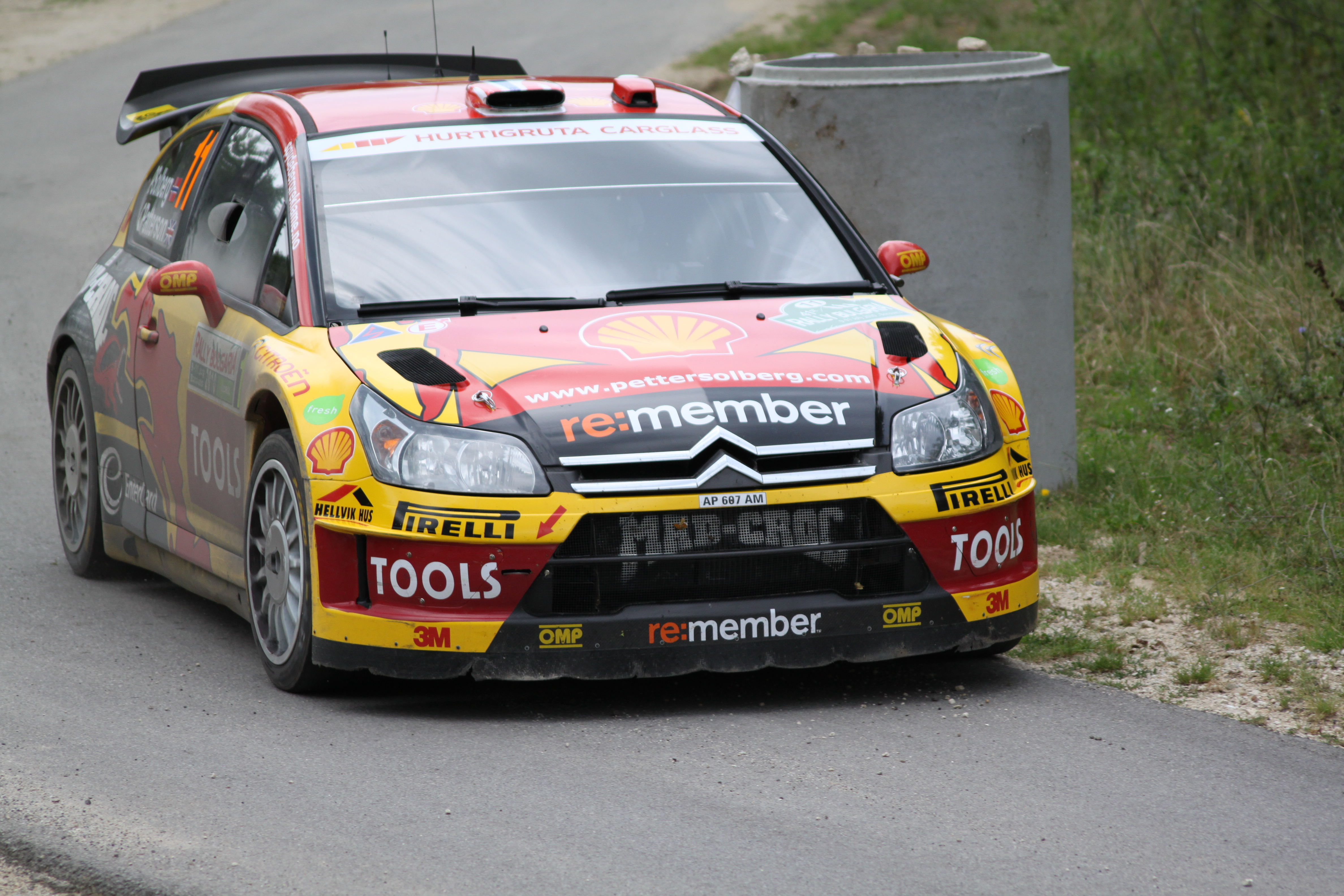
Első közös versenyükön, Petter Solberg és Chris Patterson a harmadik helyen zártak

A tervezett hatból csak öt szakaszt tartottak meg a rendezők a nap folyamán. A hetedik gyorsaságira túl sok néző érkezett, kockáztatva a biztonságos lebonyolítást, így a szervezők annak törlése mellett döntöttek. A napon a pontszerzők között mindössze egy jelentős változás történt. Ogier ugyanis megelőzte a két gyári Fordot, és feljött a negyedik helyre.
Harmadik nap
A zárónapon nem változott az első tíz sorrendje. A négy szakaszból kettőt Petter Solberg, Sordo és Ogier pedig egyet-egyet nyert meg. Solberg és Sordo szoros csatát vívott a másod helyért, ám végül a Citroen spanyol versenyzője megtartotta pozícióját. Első napi hibája után, Kimi Räikkönen egészen a tizenegyedik helyig zárkózott fel a futam végre.
A Turán Frigyes a nyolcadik, Bessenyey Zoltán pedig a huszonkettedik helyen zárt.

## Szakaszok
| Nap            | Szakasz | Rajtidő | Szakasz neve    | Hossz    | Győztes         | Idő     | Átlagsebesség | Versenyben vezető |
| -------------- | ------- | ------- | --------------- | -------- | --------------- | ------- | ------------- | ----------------- |
| 1. (Július 9)  | 1.      | 10:05   | Batak Lake 1    | 31.77 km | Sébastien Loeb  | 17:33.8 | 108.53 km/h   | Sébastien Loeb    |
| 1. (Július 9)  | 2.      | 11:38   | Belmeken Lake 1 | 27.57 km | Sébastien Loeb  | 15:08.5 | 109.25 km/h   | Sébastien Loeb    |
| 1. (Július 9)  | 3.      | 14:37   | Batak Lake 2    | 31.77 km | Sébastien Loeb  | 17:35.2 | 108.39 km/h   | Sébastien Loeb    |
| 1. (Július 9)  | 4.      | 16:10   | Belmeken Lake 2 | 27.57 km | Sébastien Loeb  | 15:09.2 | 109.16 km/h   | Sébastien Loeb    |
| 2. (Július 10) | 5.      | 07:43   | Sestrimo 1      | 27.46 km | Sébastien Loeb  | 16:27.4 | 100.12 km/h   | Sébastien Loeb    |
| 2. (Július 10) | 6.      | 09:36   | Peshtera 1      | 18.13 km | Dani Sordo      | 10:23.6 | 104.66 km/h   | Sébastien Loeb    |
| 2. (Július 10) | 7.      | 10:54   | Lyubnitsa 1     | 24.86 km | Törölve         | Törölve | Törölve       | Sébastien Loeb    |
| 2. (Július 10) | 8.      | 13:22   | Sestrimo 2      | 27.46 km | Petter Solberg  | 16:19.5 | 100.92 km/h   | Sébastien Loeb    |
| 2. (Július 10) | 9.      | 15:15   | Peshtera 2      | 18.13 km | Petter Solberg  | 10:24.2 | 104.56 km/h   | Sébastien Loeb    |
| 2. (Július 10) | 10.     | 16:33   | Lyubnitsa 2     | 24.86 km | Petter Solberg  | 13:32.8 | 110.11 km/h   | Sébastien Loeb    |
| 3. (Július 11) | 11.     | 08:46   | Muhovo 1        | 29.53 km | Petter Solberg  | 15:29.7 | 114.35 km/h   | Sébastien Loeb    |
| 3. (Július 11) | 12.     | 09:28   | Slavovitsa 1    | 17.73 km | Dani Sordo      | 9:23.2  | 113.33 km/h   | Sébastien Loeb    |
| 3. (Július 11) | 13.     | 11:52   | Muhovo 2        | 29.53 km | Petter Solberg  | 15:22.7 | 115.21 km/h   | Sébastien Loeb    |
| 3. (Július 11) | 14.     | 12:34   | Slavovitsa 2    | 17.73 km | Sébastien Ogier | 9:17.4  | 114.51 km/h   | Sébastien Loeb    |

## Végeredmény
|          | Versenyző              | Navigátor        | Autó                 | Idő       | Különbség | Pont |
| -------- | ---------------------- | ---------------- | -------------------- | --------- | --------- | ---- |
| 1.       | Sébastien Loeb         | Daniel Elena     | Citroën C4 WRC       | 3:02:39.2 | 0.0       | 25   |
| 2.       | Dani Sordo             | Marc Martí       | Citroën C4 WRC       | 3:03:08.7 | 29.5      | 18   |
| 3.       | Petter Solberg         | Chris Patterson  | Citroën C4 WRC       | 3:03:15.5 | 36.3      | 15   |
| 4.       | Sébastien Ogier        | Julien Ingrassia | Citroën C4 WRC       | 3:04:34.2 | 1:55.0    | 12   |
| 5.       | Mikko Hirvonen         | Jarmo Lehtinen   | Ford Focus RS WRC 09 | 3:05:57.0 | 3:17.8    | 10   |
| 6.       | Jari-Matti Latvala     | Miikka Anttila   | Ford Focus RS WRC 09 | 3:07:07.7 | 4:28.5    | 8    |
| 7.       | Per-Gunnar Andersson   | Jonas Andersson  | Ford Focus RS WRC 08 | 3:08:04.4 | 5:25.2    | 6    |
| 8.       | Turán Frigyes          | Zsiros Gábor     | Peugeot 307 WRC      | 3:09:43.2 | 7:04.0    | 4    |
| 9.       | Matthew Wilson         | Scott Martin     | Ford Focus RS WRC 08 | 3:12:07.8 | 9:28.6    | 2    |
| 10.      | Henning Solberg        | Ilka Minor       | Ford Fiesta S2000    | 3:15:45.2 | 13:06.0   | 1    |
| JWRC     |                        |                  |                      |           |           |      |
| 1. (12.) | Thierry Neuville       | Nicolas Klinger  | Citroën C2           | 3:18:21.8 | 0.0       | 25   |
| 2. (14.) | Hans Weijs             | Bjorn Degandt    | Citroën C2           | 3:19:14.3 | 52.5      | 18   |
| 3. (16.) | Todor Slavov           | Dobromir Filipov | Renault Clio R3      | 3:24:38.4 | 6:16.6    | 15   |
| 4. (17.) | Alessandro Broccoli    | Angela Forina    | Renault Clio R3      | 3:25:13.6 | 6:51.8    | 12   |
| 5. (18.) | Karl Kruuda            | Martin Jarveoja  | Suzuki Swift S1600   | 3:25:14.6 | 6:52.8    | 10   |
| 6. (19.) | Egoi Eder Valdes Lopez | Albert Garduno   | Renault Clio R3      | 3:30:24.1 | 12:02.3   | 8    |
| 7. (21.) | Kevin Abbring          | Erwin Mombaerts  | Renault Clio R3      | 3:31:55.8 | 13:34.0   | 6    |
| 8. (22.) | Mathieu Arzeno         | Romain Roche     | Citroën C2           | 3:38:45.6 | 20:23.8   | 4    |